# Antheua trimacula
Antheua trimacula är en fjärilsart som beskrevs av Sergius G. Kiriakoff 1954. Antheua trimacula ingår i släktet Antheua och familjen tandspinnare. Inga underarter finns listade i Catalogue of Life.